# 1975-ös NHL-amatőr draft
Az 1975-ös NHL-amatőr draftot a kanadai Montréalban a National Hockey League főhadiszállásán tartották meg. Ez volt a 13. draft.

## A draft
|  | = NHL All-Star |  |  | = A Jégkorong Hírességek Csarnokának a tagja |

### Első kör
| #  | Játékos         | Poszt       | Nemzetiség | NHL-csapat              | Egyetem/junior/klub csapat        |
| -- | --------------- | ----------- | ---------- | ----------------------- | --------------------------------- |
| 1  | Mel Bridgman    | Center      | Kanada     | Philadelphia Flyers     | Victoria Cougars (WCHL)           |
| 2  | Barry Dean      | Bal szélső  | Kanada     | Kansas City Scouts      | Medicine Hat Tigers (WCHL)        |
| 3  | Ralph Klassen   | Csatár      | Kanada     | California Golden Seals | Saskatoon Blades (WCHL)           |
| 4  | Bryan Maxwell   | Védő        | Kanada     | Minnesota North Stars   | Medicine Hat Tigers (WCHL)        |
| 5  | Rick Lapointe   | Védő        | Kanada     | Detroit Red Wings       | Victoria Cougars (WCHL)           |
| 6  | Don Ashby       | Center      | Kanada     | Toronto Maple Leafs     | Calgary Centennials (WCHL)        |
| 7  | Greg Vaydik     | Csatár      | Kanada     | Chicago Black Hawks     | Medicine Hat Tigers (WCHL)        |
| 8  | Richard Mulhern | Védő        | Kanada     | Atlanta Flames          | Sherbrooke Beavers (QMJHL)        |
| 9  | Robin Sadler    | Védő        | Kanada     | Montréal Canadiens      | Edmonton Oil Kings (WCHL)         |
| 10 | Rick Blight     | Jobb szélső | Kanada     | Vancouver Canucks       | Brandon Wheat Kings (WCHL)        |
| 11 | Pat Price       | Védő        | Kanada     | New York Islanders      | Vancouver Blazers (WHA)           |
| 12 | Wayne Dillon    | Center      | Kanada     | New York Rangers        | Toronto Toros (WHA)               |
| 13 | Gord Laxton     | Kapus       | Kanada     | Pittsburgh Penguins     | New Westminster Bruins (WCHL)     |
| 14 | Doug Halward    | Védő        | Kanada     | Boston Bruins           | Peterborough Petes (OMJHL)        |
| 15 | Pierre Mondou   | Csatár      | Kanada     | Montréal Canadiens      | Montréal Bleu Blanc Rouge (QMJHL) |
| 16 | Tim Young       | Csatár      | Kanada     | Los Angeles Kings       | Ottawa 67’s (OMJHL)               |
| 17 | Bob Sauvé       | Kapus       | Kanada     | Buffalo Sabres          | Laval National (QMJHL)            |
| 18 | Alex Forsyth    | Csatár      | Kanada     | Washington Capitals     | Kingston Canadians (OMJHL)        |
|    |                 |             |            |                         |                                   |

### Második kör
| #  | Játékos         | Poszt       | Nemzetiség                | NHL-csapat              | Egyetem/junior/klub csapat         |
| -- | --------------- | ----------- | ------------------------- | ----------------------- | ---------------------------------- |
| 19 | Peter Scamurra  | Védő        | Amerikai Egyesült Államok | Washington Capitals     | Peterborough Petes (OMJHL)         |
| 20 | Don Cairns      | Bal szélső  | Kanada                    | Kansas City Scouts      | Victoria Cougars (WCHL)            |
| 21 | Dennis Maruk    | Center      | Kanada                    | California Golden Seals | London Knights (OMJHL)             |
| 22 | Brian Engblom   | Védő        | Kanada                    | Montréal Canadiens      | Wisconsini Egyetem (WCHA)          |
| 23 | Jerry Rollins   | Védő        | Kanada                    | Detroit Red Wings       | Winnipeg Clubs (WCHL)              |
| 24 | Doug Jarvis     | Center      | Kanada                    | Toronto Maple Leafs     | Peterborough Petes (OMJHL)         |
| 25 | Danny Arndt     | Bal szélső  | Kanada                    | Chicago Black Hawks     | Saskatoon Blades (WCHL)            |
| 26 | Rick Bowness    | Jobb szélső | Kanada                    | Atlanta Flames          | Montréal Blue Blanc Rouge (QMJHL)  |
| 27 | Ed Staniowski   | Kapus       | Kanada                    | St. Louis Blues         | Regina Pats (WCHL)                 |
| 28 | Brad Gassoff    | Bal szélső  | Kanada                    | Vancouver Canucks       | Kamloops Chiefs (WCHL)             |
| 29 | Dave Salvian    | Bal szélső  | Kanada                    | New York Islanders      | St. Catharines Black Hawks (OMJHL) |
| 30 | Doug Soetaert   | Kapus       | Kanada                    | New York Rangers        | Edmonton Oil Kings (WCHL)          |
| 31 | Russ Anderson   | Védő        | Amerikai Egyesült Államok | Pittsburgh Penguins     | Minnesotai Egyetem (WCHA)          |
| 32 | Barry Smith     | Center      | Kanada                    | Boston Bruins           | New Westminster Bruins (WCHL)      |
| 33 | Terry Bucyk     | Bal szélső  | Kanada                    | Los Angeles Kings       | Lethbridge Broncos (WCHL)          |
| 34 | Kelly Greenbank | Jobb szélső | Kanada                    | Montréal Canadiens      | Winnipeg Clubs (WCHL)              |
| 35 | Ken Breitenbach | Védő        | Kanada                    | Buffalo Sabres          | St. Catharines Black Hawks (OMJHL) |
| 36 | Jamie Masters   | Védő        | Kanada                    | St. Louis Blues         | Ottawa 67’s (OMJHL)                |
|    |                 |             |                           |                         |                                    |

### Harmadik kör
| #  | Játékos          | Poszt       | Nemzetiség                | NHL-csapat              | Egyetem/junior/klub csapat            |
| -- | ---------------- | ----------- | ------------------------- | ----------------------- | ------------------------------------- |
| 37 | Al Cameron       | Védő        | Kanada                    | Detroit Red Wings       | New Westminster Bruins (WCHL)         |
| 38 | Neil Lyseng      | Jobb szélső | Kanada                    | Kansas City Scouts      | Kamloops Chiefs (WCHL)                |
| 39 | John Tweedle     | Center      | Kanada                    | California Golden Seals | Lake Superior State University (CCHA) |
| 40 | Paul Harrison    | Kapus       | Kanada                    | Minnesota North Stars   | Oshawa Generals (OMJHL)               |
| 41 | Alex Pirus       | Jobb szélső | Kanada                    | Minnesota North Stars   | Notre Dame Egyetem (WCHA)             |
| 42 | Bruce Boudreau   | Center      | Kanada                    | Toronto Maple Leafs     | Toronto Marlboros (OMJHL)             |
| 43 | Mike O'Connell   | Védő        | Amerikai Egyesült Államok | Chicago Black Hawks     | Kingston Canadians (OMJHL)            |
| 44 | Terry Martin     | Bal szélső  | Kanada                    | Buffalo Sabres          | London Knights (OMJHL)                |
| 45 | Blair Davidson   | Védő        | Kanada                    | Detroit Red Wings       | Flin Flon Bombers (WCHL)              |
| 46 | Normand LaPointe | Kapus       | Kanada                    | Vancouver Canucks       | Trois-Rivières Draveurs (QMJHL)       |
| 47 | Joe Fortunato    | Bal szélső  | Kanada                    | New York Islanders      | Kitchener Rangers (OMJHL)             |
| 48 | Greg Hickey      | Bal szélső  | Kanada                    | New York Rangers        | Hamilton Fincups (OMJHL)              |
| 49 | Paul Baxter      | Védő        | Kanada                    | Pittsburgh Penguins     | Cleveland Crusaders (WHA)             |
| 50 | Clark Hamilton   | Bal szélső  | Kanada                    | Detroit Red Wings       | Notre Dame Egyetem (WCHA)             |
| 51 | Paul Woods       | Center      | Kanada                    | Montréal Canadiens      | Sault Ste. Marie Greyhounds (OMJHL)   |
| 52 | Pat Hughes       | Jobb szélső | Kanada                    | Montréal Canadiens      | Michigani Egyetem (WCHA)              |
| 53 | Gary McAdam      | Jobb szélső | Kanada                    | Buffalo Sabres          | St. Catharines Black Hawks (OMJHL)    |
| 54 | Bob Ritchie      | Bal szélső  | Kanada                    | Philadelphia Flyers     | Sorel Éperviers (QMJHL)               |
|    |                  |             |                           |                         |                                       |

### Negyedik kör
| #  | Játékos            | Poszt       | Nemzetiség                | NHL-csapat              | Egyetem/junior/klub csapat         |
| -- | ------------------ | ----------- | ------------------------- | ----------------------- | ---------------------------------- |
| 55 | Blair Mackasey     | Védő        | Kanada                    | Washington Capitals     | Montréal Bleu Blanc Rouge (QMJHL)  |
| 56 | Ron Delorme        | Center      | Kanada                    | Kansas City Scouts      | Lethbridge Broncos (WCHL)          |
| 57 | Greg Smith         | Védő        | Kanada                    | California Golden Seals | Colorado College (WCHA)            |
| 58 | Steve Jensen       | Bal szélső  | Amerikai Egyesült Államok | Minnesota North Stars   | Michigani Műszaki Egyetem (WCHA)   |
| 59 | Mike Wirachowsky   | Védő        | Kanada                    | Detroit Red Wings       | Regina Pats (WCHL)                 |
| 60 | Rick Adduono       | Center      | Kanada                    | Boston Bruins           | St. Catharines Black Hawks (OMJHL) |
| 61 | Pierre-Yves Giroux | Center      | Kanada                    | Chicago Black Hawks     | Hull Festival (QMJHL)              |
| 62 | Dale Ross          | Center      | Kanada                    | Atlanta Flames          | Ottawa 67’s (OMJHL)                |
| 63 | Rick Bourbonnais   | Jobb szélső | Kanada                    | St. Louis Blues         | Ottawa 67’s (OMJHL)                |
| 64 | Glen Richardson    | Bal szélső  | Kanada                    | Vancouver Canucks       | Hamilton Fincups (OMJHL)           |
| 65 | André Lepage       | Kapus       | Kanada                    | New York Islanders      | Montréal Bleu Blanc Rouge (QMJHL)  |
| 66 | Bill Cheropita     | Kapus       | Kanada                    | New York Rangers        | St. Catharines Black Hawks (OMJHL) |
| 67 | Stu Younger        | Bal szélső  | Kanada                    | Pittsburgh Penguins     | Michigani Műszaki Egyetem (WCHA)   |
| 68 | Denis Daigle       | Bal szélső  | Kanada                    | Boston Bruins           | Montréal Bleu Blanc Rouge (QMJHL)  |
| 69 | André Leduc        | Védő        | Kanada                    | Los Angeles Kings       | Sherbrooke Castors (QMJHL)         |
| 70 | Dave Gorman        | Jobb szélső | Kanada                    | Montréal Canadiens      | Phoenix Roadrunners (WHA)          |
| 71 | Greg Neeld         | Jobb szélső | Kanada                    | Buffalo Sabres          | Calgary Centennials (WCHL)         |
| 72 | Rick St. Croix     | Kapus       | Kanada                    | Philadelphia Flyers     | Oshawa Generals (OMJHL)            |
|    |                    |             |                           |                         |                                    |

### Ötödik kör
| #  | Játékos        | Poszt       | Nemzetiség                | NHL-csapat              | Egyetem/junior/klub csapat         |
| -- | -------------- | ----------- | ------------------------- | ----------------------- | ---------------------------------- |
| 73 | Craig Crawford | Jobb szélső | Kanada                    | Washington Capitals     | Toronto Marlboros (OMJHL)          |
| 74 | Terry McDonald | Védő        | Kanada                    | Kansas City Scouts      | Kamloops Chiefs (WCHL)             |
| 75 | Doug Young     | Védő        | Kanada                    | California Golden Seals | Michigani Műszaki Egyetem (WCHA)   |
| 76 | Dave Norris    | Bal szélső  | Kanada                    | Minnesota North Stars   | Hamilton Fincups (OMJHL)           |
| 77 | Mike Wong      | Center      | Amerikai Egyesült Államok | Detroit Red Wings       | Montréal Bleu Blanc Rouge (QMJHL)  |
| 78 | Ted Long       | Védő        | Kanada                    | Toronto Maple Leafs     | Hamilton Fincups (OMJHL)           |
| 79 | Bob Hoffmeyer  | Védő        | Kanada                    | Chicago Black Hawks     | Saskatoon Blades (WCHL)            |
| 80 | Willi Plett    | Jobb szélső | Kanada                    | Atlanta Flames          | St. Catharines Black Hawks (OMJHL) |
| 81 | Jim Gustafson  | Center      | Kanada                    | St. Louis Blues         | Victoria Cougars (WCHL)            |
| 82 | Doug Murray    | Bal szélső  | Kanada                    | Vancouver Canucks       | Brandon Wheat Kings (WCHL)         |
| 83 | Denny McLean   | Bal szélső  | Kanada                    | New York Islanders      | Calgary Centennials (WCHL)         |
| 84 | Larry Huras    | Védő        | Kanada                    | New York Rangers        | Kitchener Rangers (OMJHL)          |
| 85 | Kim Clackson   | Védő        | Kanada                    | Pittsburgh Penguins     | Victoria Cougars (WCHL)            |
| 86 | Stan Jonathan  | Bal szélső  | Kanada                    | Boston Bruins           | Peterborough Petes (OMJHL)         |
| 87 | David Miglia   | Védő        | Kanada                    | Los Angeles Kings       | Trois-Rivières Draveurs (QMJHL)    |
| 88 | Jim Turkiewicz | Védő        | Kanada                    | Montréal Canadiens      | Toronto Toros (WHA)                |
| 89 | Don Edwards    | Kapus       | Kanada                    | Buffalo Sabres          | Kitchener Rangers (OMJHL)          |
| 90 | Gary Morrison  | Jobb szélső | Amerikai Egyesült Államok | Philadelphia Flyers     | Michigani Egyetem (WCHA)           |
|    |                |             |                           |                         |                                    |

### Hatodik kör
| #   | Játékos           | Poszt       | Nemzetiség                | NHL-csapat              | Egyetem/junior/klub csapat        |
| --- | ----------------- | ----------- | ------------------------- | ----------------------- | --------------------------------- |
| 91  | Roger Swanson     | Kapus       | Kanada                    | Washington Capitals     | Flin Flon Bombers (WCHL)          |
| 92  | Eric Sanderson    | Bal szélső  | Kanada                    | Kansas City Scouts      | Victoria Cougars (WCHL)           |
| 93  | Larry Hendrick    | Kapus       | Kanada                    | California Golden Seals | Calgary Centennials (WCHL)        |
| 94  | Greg Clause       | Jobb szélső | Kanada                    | Minnesota North Stars   | Hamilton Fincups (OMJHL)          |
| 95  | Mike Harazny      | Védő        | Kanada                    | Detroit Red Wings       | Regina Pats (WCHL)                |
| 96  | Kevin Campbell    | Védő        | Kanada                    | Toronto Maple Leafs     | St. Lawrence Egyetem (ECAC)       |
| 97  | Tom Ulseth        | Jobb szélső | Amerikai Egyesült Államok | Chicago Black Hawks     | Wisconsini Egyetem (WCHA)         |
| 98  | Paul Heaver       | Védő        | Egyesült Királyság        | Atlanta Flames          | Oshawa Generals (OMJHL)           |
| 99  | Jack Brownschidle | Védő        | Amerikai Egyesült Államok | St. Louis Blues         | Notre Dame Egyetem (WCHA)         |
| 100 | Bob Watson        | Jobb szélső | Kanada                    | Vancouver Canucks       | Flin Flon Bombers (WCHL)          |
| 101 | Mike Sleep        | Jobb szélső | Kanada                    | New York Islanders      | New Westminster Bruins (WCHL)     |
| 102 | Randy Koch        | Bal szélső  | Amerikai Egyesült Államok | New York Rangers        | Vermonti Egyetem (ECAC)           |
| 103 | Peter Morris      | Bal szélső  | Kanada                    | Pittsburgh Penguins     | Victoria Cougars (WCHL)           |
| 104 | Matti Hagman      | Center      | Finnország                | Boston Bruins           | HIFK Hockey (SM-sarja)            |
| 105 | Bob Russell       | Center      | Kanada                    | Los Angeles Kings       | Sudbury Wolves (OMJHL)            |
| 106 | Michel Lachance   | Védő        | Kanada                    | Montréal Canadiens      | Montréal Bleu Blanc Rouge (QMJHL) |
| 107 | Jim Minor         | Bal szélső  | Kanada                    | Buffalo Sabres          | Regina Pats(WCHL)                 |
| 108 | Paul Holmgren     | Jobb szélső | Amerikai Egyesült Államok | Philadelphia Flyers     | Minnesotai Egyetem (WCHA)         |
|     |                   |             |                           |                         |                                   |

### Hetedik kör
| #   | Játékos          | Poszt       | Nemzetiség                | NHL-csapat              | Egyetem/junior/klub csapat        |
| --- | ---------------- | ----------- | ------------------------- | ----------------------- | --------------------------------- |
| 109 | Clark Jantzie    | Bal szélső  | Kanada                    | Washington Capitals     | Albertai Egyetem (CIAU)           |
| 110 | Bill Oleschuk    | Kapus       | Kanada                    | Kansas City Scouts      | Saskatoon Blades (WCHL)           |
| 111 | Rick Shinske     | Center      | Kanada                    | California Golden Seals | New Westminster Bruins (WCHL)     |
| 112 | Francois Robert  | Védő        | Kanada                    | Minnesota North Stars   | Sherbrooke Castors (QMJHL)        |
| 113 | Jean-Luc Phaneuf | Center      | Kanada                    | Detroit Red Wings       | Montréal Bleu Blanc Rouge (QMJHL) |
| 114 | Mario Rouillard  | Jobb szélső | Kanada                    | Toronto Maple Leafs     | Trois-Rivières Draveurs (QMJHL)   |
| 115 | Ted Bulley       | Bal szélső  | Kanada                    | Chicago Black Hawks     | Hull Festivals (QMJHL)            |
| 116 | Dale McMullin    | Bal szélső  | Kanada                    | Atlanta Flames          | Brandon Wheat Kings (WCHL)        |
| 117 | Doug Lindskog    | Bal szélső  | Kanada                    | St. Louis Blues         | Michigani Egyetem (WCHA)          |
| 118 | Brian Shmyr      | Center      | Kanada                    | Vancouver Canucks       | New Westminster Bruins (WCHL)     |
| 119 | Richie Hansen    | Center      | Amerikai Egyesült Államok | New York Islanders      | Sudbury Wolves (OMJHL)            |
| 120 | Claude Larose    | Bal szélső  | Kanada                    | New York Rangers        | Sherbrooke Castors (QMJHL)        |
| 121 | Mike Will        | Center      | Kanada                    | Pittsburgh Penguins     | Edmonton Oil Kings (WCHL)         |
| 122 | Gary Carr        | Kapus       | Kanada                    | Boston Bruins           | Toronto Marlboros (OMJHL)         |
| 123 | Dave Faulkner    | Center      | Kanada                    | Los Angeles Kings       | Regina Pats (WCHL)                |
| 124 | Tim Burke        | Védő        | Amerikai Egyesült Államok | Montréal Canadiens      | New Hampshire-i Egyetem (ECAC)    |
| 125 | Grant Rowe       | Védő        | Kanada                    | Buffalo Sabres          | Ottawa 67’s (OMJHL)               |
| 126 | Dana Decker      | Bal szélső  | Amerikai Egyesült Államok | Philadelphia Flyers     | Michigani Műszaki Egyetem (WCHA)  |
|     |                  |             |                           |                         |                                   |

### Nyolcadik kör
| #   | Játékos         | Poszt       | Nemzetiség                | NHL-csapat              | Egyetem/junior/klub csapat         |
| --- | --------------- | ----------- | ------------------------- | ----------------------- | ---------------------------------- |
| 127 | Mike Fryia      | Bal szélső  | Kanada                    | Washington Capitals     | Peterborough Petes (OMJHL)         |
| 128 | Joe Baker       | Védő        | Amerikai Egyesült Államok | Kansas City Scouts      | Minnesotai Egyetem (WCHA)          |
| 129 | Doug Schoenfeld | Védő        | Kanada                    | California Golden Seals | Cambridge Hornets (OSAHA)          |
| 130 | Dean Magee      | Bal szélső  | Kanada                    | Minnesota North Stars   | Colorado College (WCHA)            |
| 131 | Steve Carlson   | Center      | Amerikai Egyesült Államok | Detroit Red Wings       | Johnstown Jets (NAHL)              |
| 132 | Ron Wilson      | Védő        | Amerikai Egyesült Államok | Toronto Maple Leafs     | Providence College (ECAC)          |
| 133 | Paul Jensen     | Védő        | Amerikai Egyesült Államok | Chicago Black Hawks     | Michigani Műszaki Egyetem (WCHA)   |
| 134 | Rick Piche      | Védő        | Kanada                    | Atlanta Flames          | Brandon Wheat Kings (WCHL)         |
| 135 | Dick Lamby      | Védő        | Amerikai Egyesült Államok | St. Louis Blues         | Salemi Állami Egyetem (ECAC D-II)  |
| 136 | Allan Fleck     | Bal szélső  | Kanada                    | Vancouver Canucks       | New Westminster Bruins (WCHL)      |
| 137 | Bob Sunderland  | Védő        | Amerikai Egyesült Államok | New York Islanders      | Bostoni Egyetem (ECAC)             |
| 138 | Bill Hamilton   | Center      | Kanada                    | New York Rangers        | St. Catharines Black Hawks (OMJHL) |
| 139 | Tapio Levo      | Védő        | Finnország                | Pittsburgh Penguins     | Ässät Pori (SM-liiga)              |
| 140 | Bo Berglund     | Bal szélső  | Svédország                | Boston Bruins           | MODO Hockey (Elitserien)           |
| 141 | Bill Reber      | Jobb szélső | Amerikai Egyesült Államok | Los Angeles Kings       | Vermonti Egyetem (ECAC)            |
| 142 | Craig Norwich   | Védő        | Amerikai Egyesült Államok | Montréal Canadiens      | Wisconsini Egyetem (WCHA)          |
| 143 | Alec Tidey      | Jobb szélső | Kanada                    | Buffalo Sabres          | Lethbridge Broncos (WCHL)          |
|     |                 |             |                           |                         |                                    |

### Kilencedik kör
| #   | Játékos          | Poszt       | Nemzetiség                | NHL-csapat              | Egyetem/junior/klub csapat     |
| --- | ---------------- | ----------- | ------------------------- | ----------------------- | ------------------------------ |
| 144 | Jim Ofrim        | Center      | Kanada                    | Washington Capitals     | Albertai Egyetem (CIAU)        |
| 145 | Scott Williams   | Bal szélső  | Kanada                    | Kansas City Scouts      | Flin Flon Bombers (WCHL)       |
| 146 | Jim Weaver       | Kapus       | Kanada                    | California Golden Seals | Kingston Canadians (OMJHL)     |
| 147 | Terry Angel      | Jobb szélső | Kanada                    | Minnesota North Stars   | Oshawa Generals (OMJHL)        |
| 148 | Gary Vaughan     | Jobb szélső | Kanada                    | Detroit Red Wings       | Medicine Hat Tigers (WCHL)     |
| 149 | Paul Evans       | Bal szélső  | Kanada                    | Toronto Maple Leafs     | Peterborough Petes (OMJHL)     |
| 150 | Nick Sanza       | Kapus       | Kanada                    | Atlanta Flames          | Sherbrooke Castors (QMJHL)     |
| 151 | David McNab      | Kapus       | Amerikai Egyesült Államok | St. Louis Blues         | Wisconsini Egyetem (WCHA)      |
| 152 | Bob McNeice      | Védő        | Kanada                    | Vancouver Canucks       | New Westminster Bruins (WCHL)  |
| 153 | Dan Blair        | Jobb szélső | Kanada                    | New York Islanders      | Ottawa 67’s (OMJHL)            |
| 154 | Bud Stefanski    | Center      | Kanada                    | New York Rangers        | Oshawa Generals (OMJHL)        |
| 155 | Byron Shutt      | Bal szélső  | Kanada                    | Pittsburgh Penguins     | Bowling Green Egyetem (CCHA)   |
| 156 | Joe Rando        | Védő        | Amerikai Egyesült Államok | Boston Bruins           | New Hampshire-i Egyetem (ECAC) |
| 157 | Sean Sullivan    | Védő        | Kanada                    | Los Angeles Kings       | Hamilton Fincups (OMJHL)       |
| 158 | Paul Clarke      | Védő        | Kanada                    | Montréal Canadiens      | Notre Dame Egyetem (WCHA)      |
| 159 | Andy Whitby      | Jobb szélső | Kanada                    | Buffalo Sabres          | Oshawa Generals (OMJHL)        |
| 160 | Viktors Hatuļevs | Bal szélső  | Szovjetunió               | Philadelphia Flyers     | Dinamo Riga (Szovjet liga)     |
|     |                  |             |                           |                         |                                |

### Tizedik kör
| #   | Játékos          | Poszt       | Nemzetiség                | NHL-csapat              | Egyetem/junior/klub csapat   |
| --- | ---------------- | ----------- | ------------------------- | ----------------------- | ---------------------------- |
| 161 | Mal Zinger       | Jobb szélső | Kanada                    | Washington Capitals     | Kamloops Chiefs (WCHL)       |
| 162 | Greg Agar        | Jobb szélső | Kanada                    | California Golden Seals | Merritt Centennials (BCJHL)  |
| 163 | Michel Blais     | Védő        | Kanada                    | Minnesota North Stars   | Kingston Canadians (OMJHL)   |
| 164 | Jean Thibodeau   | Center      | Kanada                    | Detroit Red Wings       | Shawinigan Dynamos (QMJHL)   |
| 165 | Jean Latendresse | Védő        | Kanada                    | Toronto Maple Leafs     | Shawinigan Dynamos (QMJHL)   |
| 166 | Paul Crowley     | jobb szélső | Kanada                    | Toronto Maple Leafs     | Sudbury Wolves (OMJHL)       |
| 167 | Brian O'Connell  | Kapus       | Kanada                    | Atlanta Flames          | Saint Louis-i Egyetem (CCHA) |
| 168 | Joey Girardin    | Védő        | Kanada                    | New York Islanders      | Winnipeg Clubs (WCHL)        |
| 169 | Daniel Beaulieu  | Bal szélső  | Kanada                    | New York Rangers        | Quebec Remparts (QMJHL)      |
| 170 | Frank Salive     | Kapus       | Kanada                    | Pittsburgh Penguins     | Peterborough Petes (OMJHL)   |
| 171 | Kevin Nugent     | Jobb szélső | Amerikai Egyesült Államok | Boston Bruins           | Notre Dame Egyetem (WCHA)    |
| 172 | Brian Petrovek   | Kapus       | Amerikai Egyesült Államok | Los Angeles Kings       | Harvard Egyetem (ECAC)       |
| 173 | Craig Norwich    | Védő        | Amerikai Egyesült Államok | Montréal Canadiens      | Wisconsini Egyetem (ECAC)    |
| 174 | Len Moher        | Kapus       | Amerikai Egyesült Államok | Buffalo Sabres          | Notre Dame Egyetem (WCHA)    |
| 175 | Duffy Smith      | Védő        | Kanada                    | Philadelphia Flyers     | Bowling Green Egyetem (CCHA) |
|     |                  |             |                           |                         |                              |

### Tizenegyedik kör
| #   | Játékos       | Poszt       | Nemzetiség                | NHL-csapat            | Egyetem/junior/klub csapat   |
| --- | ------------- | ----------- | ------------------------- | --------------------- | ---------------------------- |
| 176 | Dave Hanson   | Védő        | Amerikai Egyesült Államok | Detroit Red Wings     | Colorado College (WCHA)      |
| 177 | Earl Sargent  | Jobb szélső | Amerikai Egyesült Államok | Minnesota North Stars | Fargo Sugar Kings (MWJHL)    |
| 178 | Rob Larson    | Védő        | Amerikai Egyesült Államok | Detroit Red Wings     | Minnesotai Egyetem (WCHA)    |
| 179 | Dan D'Alvise  | Center      | Kanada                    | Toronto Maple Leafs   | Royal York Rangers (OPJHL)   |
| 180 | Jack Laine    | Jobb szélső | Kanada                    | Toronto Maple Leafs   | Bowling Green Egyetem (CCHA) |
| 181 | Joe Augustine | Védő        | Amerikai Egyesült Államok | Atlanta Flames        | Austin Mavericks (MWJHL)     |
| 182 | Sid Veysey    | Center      | Kanada                    | Vancouver Canucks     | Sherbrooke Castors (QMJHL)   |
| 183 | Geoff Green   | Jobb szélső | Kanada                    | New York Islanders    | Sudbury Wolves (OMJHL)       |
| 184 | John McMorrow | Center      | Amerikai Egyesült Államok | New York Rangers      | Providence College (ECAC)    |
| 185 | John Glynne   | Védő        | Amerikai Egyesült Államok | Pittsburgh Penguins   | Vermonti Egyetem (ECAC)      |
| 186 | Tom Goddard   | Jobb szélső | Amerikai Egyesült Államok | Los Angeles Kings     | Észak-dakotai Egyetem (WCHA) |
| 187 | Dave Bell     | Center      | Kanada                    | Montréal Canadiens    | Harvard Egyetem (ECAC)       |
|     |               |             |                           |                       |                              |

### Tizenkettedik kör
| #   | Játékos          | Poszt       | Nemzetiség                | NHL-csapat            | Egyetem/junior/klub csapat     |
| --- | ---------------- | ----------- | ------------------------- | --------------------- | ------------------------------ |
| 188 | Ken Holland      | Lapus       | Kanada                    | Toronto Maple Leafs   | Medicine Hat Tigers (WCHL)     |
| 189 | Bob Barnes       | Védő        | Kanada                    | Toronto Maple Leafs   | Hamilton Fincups (OMJHL)       |
| 190 | Gilles Cloutier  | Kapus       | Kanada                    | Minnesota North Stars | Shawinigan Dynamos (QMJHL)     |
| 191 | Gary Burns       | Bal szélső  | Amerikai Egyesült Államok | Toronto Maple Leafs   | New Hampshire-i Egyetem (ECAC) |
| 192 | Torbjörn Nilsson | Jobb szélső | Svédország                | Atlanta Flames        | Skellefteå AIK (Elitserien)    |
| 193 | Jim Montgomery   | Center      | Kanada                    | Toronto Maple Leafs   | Hull Festivals (QMJHL)         |
| 194 | Kari Makkonen    | Jobb szélső | Finnország                | New York Islanders    | Ässät Pori (SM-liiga)          |
| 195 | Tom McNamara     | Kapus       | Amerikai Egyesült Államok | New York Rangers      | Vermonti Egyetem (ECAC)        |
| 196 | Lex Hudson       | Védő        | Kanada                    | Pittsburgh Penguins   | Denveri Egyetem (WCHA)         |
| 197 | Mario Viens      | Kapus       | Kanada                    | Los Angeles Kings     | Cornwall Royals (QMJHL)        |
| 198 | Carl Jackson     | Kapus       | Kanada                    | Montréal Canadiens    | Pennsylvaniai Egyetem (ECAC)   |
|     |                  |             |                           |                       |                                |

### Tizenharmadik kör
| #   | Játékos          | Poszt       | Nemzetiség                | NHL-csapat          | Egyetem/junior/klub csapat   |
| --- | ---------------- | ----------- | ------------------------- | ------------------- | ---------------------------- |
| 199 | Rick Martin      | Jobb szélső | Kanada                    | Toronto Maple Leafs | London Knights (OMJHL)       |
| 200 | Steve Roberts    | Védő        | Amerikai Egyesült Államok | New York Rangers    | Providence College (ECAC)    |
| 201 | Paul Dionne      | Védő        | Kanada                    | New York Rangers    | Princetoni Egyetem (ECAC)    |
| 202 | Dan Tsubouchi    | Jobb szélső | Kanada                    | Pittsburgh Penguins | Saint Louis-i Egyetem (CCHA) |
| 203 | Chuck Carpenter  | Center      | Amerikai Egyesült Államok | Los Angeles Kings   | Yale Egyetem (ECAC)          |
| 204 | Michel Brisebois | Center      | Kanada                    | Montréal Canadiens  | Sherbrooke Castors (QMJHL)   |
|     |                  |             |                           |                     |                              |

### Tizennegyedik kör
| #   | Játékos          | Poszt      | Nemzetiség                | NHL-csapat          | Egyetem/junior/klub csapat     |
| --- | ---------------- | ---------- | ------------------------- | ------------------- | ------------------------------ |
| 205 | Cecil Luckern    | Bal szélső | Amerikai Egyesült Államok | New York Rangers    | New Hampshire-i Egyetem (ECAC) |
| 206 | Brano Stankovsky | Bal szélső | Amerikai Egyesült Államok | Pittsburgh Penguins | Fargo Sugar Kings (MWJHL)      |
| 207 | Bob Fish         | Bal szélső | Amerikai Egyesült Államok | Los Angeles Kings   | Fargo Sugar Kings (MWJHL)      |
| 208 | Roger Bourque    | Védő       | Kanada                    | Montréal Canadiens  | Notre Dame Egyetem (WCHA)      |
|     |                  |            |                           |                     |                                |

### Tizenötödik kör
| #   | Játékos        | Poszt       | Nemzetiség                | NHL-csapat         | Egyetem/junior/klub csapat     |
| --- | -------------- | ----------- | ------------------------- | ------------------ | ------------------------------ |
| 209 | John Corriveau | Jobb szélső | Amerikai Egyesült Államok | New York Rangers   | New Hampshire-i Egyetem (ECAC) |
| 210 | Dave Taylor    | Jobb szélső | Kanada                    | Los Angeles Kings  | Clarkson Egyetem (ECAC)        |
| 211 | Jim Lundquist  | Védő        | Amerikai Egyesült Államok | Montréal Canadiens | Brown Egyetem (ECAC)           |
|     |                |             |                           |                    |                                |

### Tizenhatodik kör
| #   | Játékos    | Poszt      | Nemzetiség                | NHL-csapat         | Egyetem/junior/klub csapat |
| --- | ---------- | ---------- | ------------------------- | ------------------ | -------------------------- |
| 212 | Tom Funke  | Bal szélső | Amerikai Egyesült Államok | New York Rangers   | Fargo Sugar Kings (MWJHL)  |
| 213 | Bob Shaw   | Védő       | Kanada                    | Los Angeles Kings  | Clarkson Egyetem (ECAC)    |
| 214 | Don Madson | Center     | Amerikai Egyesült Államok | Montréal Canadiens | Fargo Sugar Kings (MWJHL)  |
|     |            |            |                           |                    |                            |

### Tizenhetedik kör
| #   | Játékos  | Poszt | Nemzetiség | NHL-csapat         | Egyetem/junior/klub csapat     |
| --- | -------- | ----- | ---------- | ------------------ | ------------------------------ |
| 215 | Bob Bain | Védő  | Kanada     | Montréal Canadiens | New Hampshire-i Egyetem (ECAC) |
|     |          |       |            |                    |                                |

### Tizennyolcadik kör
| #   | Játékos      | Poszt       | Nemzetiség | NHL-csapat          | Egyetem/junior/klub csapat    |
| --- | ------------ | ----------- | ---------- | ------------------- | ----------------------------- |
| 216 | Gary Gill    | Bal szélső  | Kanada     | Atlanta Flames      | Sault Ste. Marie (OMJHL)      |
| 217 | Kelly Secord | Jobb szélső | Kanada     | Pittsburgh Penguins | New Westminster Bruins (WCHL) |
|     |              |             |            |                     |                               |